# أرتيموس رودنيفس
أرتيموس رودنيفس (باللاتفية: Artjoms Rudņevs) وهو لاعب كرة قدم لاتفي يلعب في مركز الهجوم ولد في يوم 13 يناير 1988 في مدينة داوغافبيلس في جمهورية لاتفيا السوفيتية الاشتراكية في الاتحاد السوفيتي، يلعب حالياً مع نادي كولن وسبق له اللعب مع نادي هامبورغ الرياضي ونادي هانوفر و نادي ليخ بوزنان البولندي ونادي زالايغيرزيغي تورنا إغيليت ونادي داوغافا، في سنة 2008 بدأ باللعب مع منتخب لاتفيا لكرة القدم ويبلغ طوله 183 سم.

## وصلات خارجية
- أرتيموس رودنيفس على موقع الاتحاد الأوربي (الإنجليزية)
- أرتيموس رودنيفس على موقع قاعدة بيانات كرة القدم.إي يو (الإنجليزية)
- أرتيموس رودنيفس على موقع ناشيونال فوتبول تيمز (الإنجليزية)
- أرتيموس رودنيفس على موقع Soccerway.com (الإنجليزية)
- أرتيموس رودنيفس على موقع عالم كرة القدم.نت (الإنجليزية)
- أرتيموس رودنيفس على موقع AS.com (الإسبانية)